# Pireneitega triglochinata
Pireneitega triglochinata är en spindelart som först beskrevs av Zhu och Wang 1991.  Pireneitega triglochinata ingår i släktet Pireneitega och familjen mörkerspindlar. Inga underarter finns listade i Catalogue of Life.